# Bazil Samakgij
Bazil Samakgij (thailändisch บาซิล สมัครกิจ; * 21. April 2003 oder 8. Juni 2002) ist ein thailändischer Fußballspieler.

## Karriere
Bazil Samakgij stand von mindestens Mitte 2021 beim Zweitligisten Chainat Hornbill FC unter Vertrag. Im Dezember 2021 wechselte er für den Rest der Saison 2021/22 auf Leihbasis zum Drittligisten Nakhon Sawan See Khwae City FC. Der Verein aus Nakhon Sawan spielte in der Northern Region der Liga. In der Rückrunde bestritt er sechs Drittligaspiele. Nach der Ausleihe wurde er vom See Khwae City FC fest unter Vertrag genommen. Nach zwei Spielzeiten, in denen er 17 Ligaspiele bestritt, kehrte er im Sommer 2024 zu seinem ehemaligen Verein Chainat Hornbill zurück. Sein Zweitligadebüt gab Samakgij am 22. September 2024 (6. Spieltag) im Auswärtsspiel gegen den Chiangmai United FC. Bei dem 0:0-Unentschieden stand er in der Startelf und wurde in der 69. Minute gegen Natdanai Makkarat ausgewechselt.